# Ницинское (Ирбитское муниципальное образование)
Ницинское — село в Свердловской области России, входит в Ирбитское муниципальное образование. 

## Географическое положение
Село Ницинское расположено в 28 километрах (по автодороге в 33 километрах) к северо-западу от города Ирбита, на правом берегу реки Ницы. Через село проходит автотрасса Алапаевск — Ирбит.

## История села
В 1624 году Петуней Ощепковым была основана Ницинская слобода у новой дороги, ведущей из Европы в Тюмень.
На Ирбитской ярмарке шла торговля изделиями кустарных промыслов, тканевые дорожки, узорчатые скатерти, рыболовные снасти (мережки, бредни, неводы).

### Николаевская церковь
В 1791 году была заложена каменная трёхпрестольная церковь, главный храм которой был освящён в честь святого Николая, архиепископа Мирликийского, в 1816 году и правый придел во имя пророка Илии, левый придел в честь Покрова Пресвятой Богородицы был освящён в 1877 году. Церковь была закрыта в 1961 году и снесена в тех же 1960-х годах.

## Население
| 2002 | 2010 | 2021 |
| ---- | ---- | ---- |
| 482  | ↘428 | ↘351 |